# 藍色方案
藍色方案（德語：Fall Blau）是德意志國防軍於1942年夏季在蘇聯南部實施的戰略性進攻行動的代號。
該行動是巴巴羅薩行動的延續。這次行動德軍將兵分兩路，右翼的部隊進攻高加索地區的原油儲藏地；左翼的部隊則向史達林格勒推進。
德軍德國南方集團軍被分成A集團軍及B集團軍 ，A集團軍的任務是越過高加索山脈，奪取巴庫的油田，它在窩瓦河畔的側翼則由B集團軍負責掩護。6月28日，南方集團軍的1,370,287人在2035架飛機，1934架坦克和突擊炮的支援下大舉進攻，一日內推進48公里。蘇軍誤以為德軍的戰略目標是莫斯科，其兵力縱有一百七十萬之眾也無法阻擋德國軍隊。蘇軍抵抗的崩潰讓德軍在7月6日攻佔沃羅涅日西部，7月26日抵達頓河並予以強渡。到了七八月之交，德軍補給線越拉越長，加上蘇軍預備隊輪番反攻，德軍向史達林格勒推進的速率逐漸減慢。
八月下旬，德軍在卡拉奇擊敗了蘇軍，戰鬥的中心遂轉入史達林格勒城中。炮火，街巷戰，以及德國空軍的狂轟濫炸幾乎將史達林格勒夷為平地。激戰三個月之後，德軍在11月19日控制了史達林格勒9成。
在南方，A集團軍在7月23日攻佔羅斯托夫，隨即挺進高加索地區。它在8月9日攻佔邁科普，獲得一片被蘇軍拆毀的油田，並在8月13日攻佔黑海邊上的埃利斯塔。蘇軍的猛烈抵抗加上後勤困難使德軍的行動衰退成零星的攻勢，並使其攻佔巴庫油田的目標落空。德國空軍的轟炸機炸毀了格羅茲尼的油田設施，但對於巴庫卻是鞭長莫及。
德軍在東南面的動向使盟軍不得不面對德國和日本（當時日軍在緬甸節節勝利）在印度會師的可能性。但蘇聯紅軍在史達林格勒戰役中的天王星行動及小土星行動中打敗了德意志國防軍，這次戰敗令軸心國從高加索撤退以免被包圍，最後只有沃羅涅日仍控制在軸心國軍隊手中。

## 軸心國軍的戰略

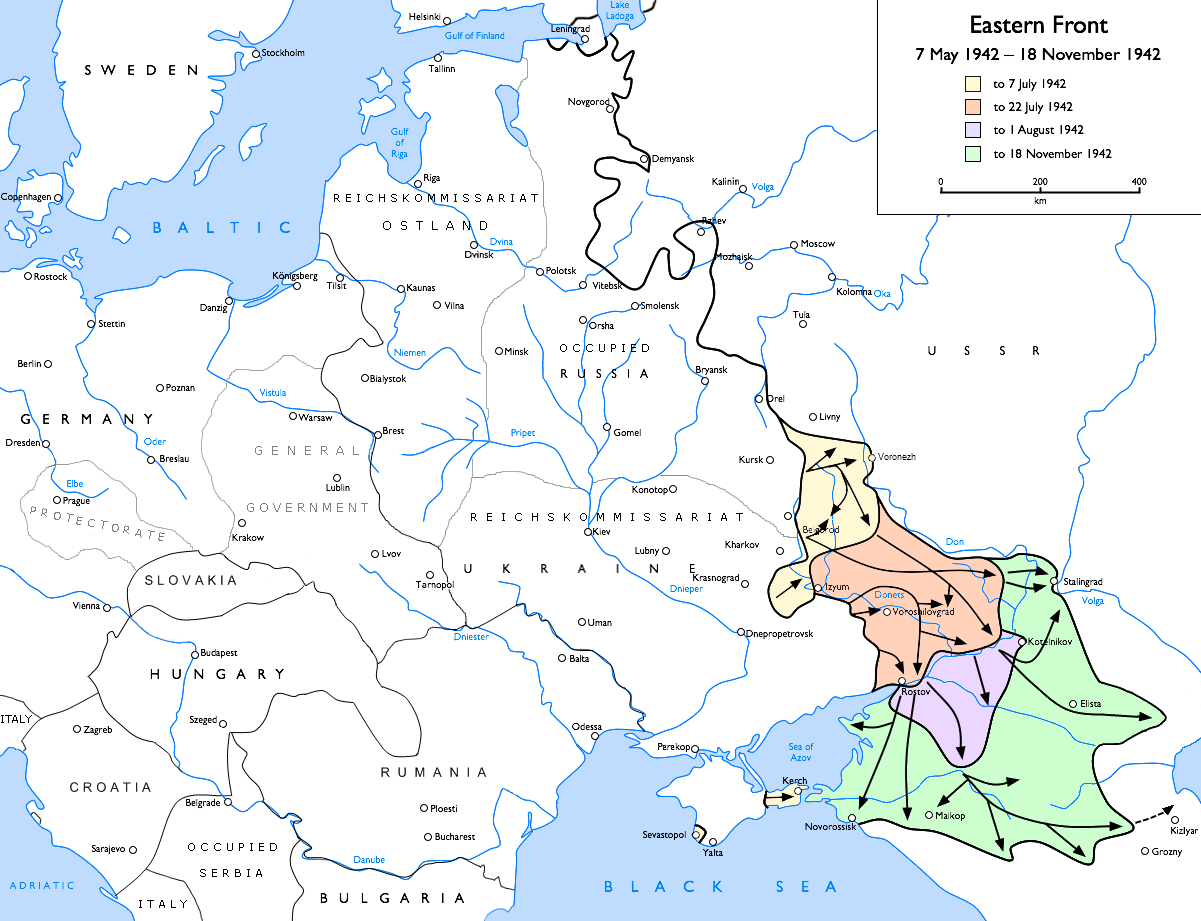
德軍從1942年5月7日至11月18日的進攻形勢圖
到 7月7日
到 7月22日
到 8月1日
到 11月18日

### 背景
1941年6月22日，德意志國防軍發動了巴巴羅薩行動，目標是通過閃電戰在幾個月內擊敗蘇聯。德軍的攻勢開頭順利，多次大敗蘇軍，直到1941年冬才止步莫斯科城下。雖然德軍取得了大片土地和重要的工業基地，但是蘇聯仍然在抵抗。在1941-42年之交的冬天里，蘇軍發動了一系列成功的反擊，解除了對莫斯科的威脅。面對挫折，希特勒想要通過進攻來解決問題，因此他需要高加索的石油資源。到了1942年2月，德陸軍總司令部開始研習一次針對高加索地區的行動，作為巴巴羅薩行動的延續。1942年4月5日，希特勒簽訂了元首指令41號，這是“藍色計劃”的雛形，列出了行動的要素，並指定了1942年東線作戰的戰略目標：中央集團軍以攻為守，北方集團軍攻陷列寧格勒並與芬蘭軍隊會師，南方集團軍攻佔高加索地區。最後，攻佔高加索地區是最優先的。

### 油田
高加索山脈及周邊地區地大物博，文化多樣化。東起裏海，西至黑海。山脈北部是穀物，棉花，及農業機械的生產中心。黑海海濱的邁科普和山脈中央的格羅茲尼是兩大主要油田，它們占蘇聯的10%的產油量。山脈南部的地帶名為外高加索，涵蓋了格魯吉亞，阿塞拜疆，和亞美尼亞幾個國家。這片人口密集，高度工業化的地區蘊藏了世界最豐富的燃油儲備。阿塞拜疆首府巴庫擁有世界上最大的油田，占蘇聯80%的產油量，僅在1942年就生產了2400萬噸石油。
此外，高加索地區也擁有豐富煤炭，泥炭，有色金属，和稀土金屬資源。外高加索擁有世界最大的錳金屬礦藏，每年產出15萬噸錳礦石，占蘇聯錳產量一半。庫班地區產出豐富的小麥，玉米，葵花籽，和糖用甜菜，給蘇聯提供龐大的食物供應。
這些資源對希特勒和德軍而言是不可或缺的。戰前德國每年消耗的三百萬噸石油之中，有85%的石油是從美國，委內瑞拉和伊朗進口的。戰爭爆發後，英國的經濟封鎖隔絕了來自美洲和中亞的石油供應，使德國不得不依賴羅馬尼亞等歐洲國家的石油資源。德國對羅馬尼亞的依賴從數字上可見一班——在1938年，德國消耗的750萬噸石油中只有三分之一來自國內。石油是德國的致命傷。到了1941年，希特勒耗盡了德國的石油儲備。餘下的兩大石油來源是德國國內的化學合成燃油技術和羅馬尼亞油田（後者貢獻了德國75%的石油）。
希特勒深知德國的石油資源日漸枯竭，而且他也深深懼怕盟軍對羅馬尼亞的空襲。他在戰爭裏樹敵甚眾，想要獲得勝利就要保護好羅馬尼亞，並且開發新的石油資源。到了1941年尾，羅馬尼亞警告希特勒它的石油儲備也耗盡了，從此無法滿足德國對石油的渴求。因此，奪取蘇聯的油田成為了德軍的當務之急。

## 計劃

### 軸心國
進攻行動將橫過蘇聯南部的庫班大草原，參與行動的德軍集團軍是：

#### 北线
- B集團軍（伏爾加戰役，马克西米利安·冯·魏克斯元帅）
  - 德国第2集团军
    - 第55军

  - 匈牙利第2軍團
  - 德國第4裝甲軍團
    - 第24装甲军
    - 第38装甲军
    - 第13军

  - 義大利第8軍團（英语：Italian Army in Russia）
  - 羅馬尼亞第4軍團（英语：Fourth Army (Romania)）
  - 德國第6軍團
    - 第40裝甲軍
    - 第51军
    - 第8軍
    - 第17軍
    - 第29军
- 第4航空隊（亞歷山大·勒爾大将（至6月20日）；沃尔弗拉姆·冯·里希特霍芬元帅（自至6月20日））
  - 第4航空军
  - 第8航空军

#### 南线
- A集團軍（高加索戰役，威廉·李斯特元帅）
  - 羅馬尼亞第3軍團
  - 德國第1裝甲軍團
  - 德國第17軍團
  - 德國第11軍團

德軍計劃的內容包括了三個階段的攻勢
- 第一階段：赫爾曼·霍特指揮由北方集團軍抽調而來的德國第4裝甲軍團，馬克西米連·馮·魏克斯指揮德国第2集团军，匈牙利第二軍團為後者提供支援。部隊從庫爾斯克向沃羅涅日一路進攻，錨定向伏爾加河進軍隊的北翼
- 第二階段：弗里德里希·保盧斯指揮德國第6軍團從哈尔科夫進攻，與第4裝甲軍團平行推進，目標是伏爾加河（在此階段，攻佔史達林格勒尚未被認為是必要的）
- 第三階段：德國第1裝甲軍團，西翼的德國第17軍團，東翼的羅馬尼亞第4軍團（英语：Fourth Army (Romania)），一齊向南面的頓河下遊進攻。

作戰行動的戰略目標是邁科普，格羅茲尼和巴庫的油田。鑒於巴巴羅薩行動的經驗，德軍的機動攻勢有望對大量蘇聯部隊實施大包圍。

### 蘇聯
蘇聯最高統帥部未能預計到德軍在1942年的主要進攻方向。擁有德軍的詳細作戰計劃文本也無補於事。6月19日，23裝甲師的一位策劃人員——賴歇爾少校所乘的偵察機被擊落，蘇軍在飛機殘骸中找到了標示了藍色方案作戰計劃的文件。這些文件最後轉交到了蘇軍最高統帥部。
然而，斯大林為這是德軍的疑兵之計。他堅信德軍在1942年的戰略目標始終是莫斯科。在這方面，德軍的欺瞞計劃——《克里姆林方案》發揮了一定的作用。因此，紅軍主力被調派到莫斯科周圍。雖然如此，藍色方案下的作戰範圍內仍駐守着布良斯克，西南，南部，北高加索等幾個方面軍。它們是蘇聯紅軍兵力總數的四分之一，前線部隊計有一百萬人，預備隊更有一百七十萬之多。隨着蘇軍不斷重組部隊，戰場上在不同時間又出現了沃羅涅日，頓河，斯大林格勒，外高加索等幾個方面軍。

## 進攻

### 开场阶段
德军于1942年6月28日展开攻势，第4装甲集团军开始挺进沃罗捏日。苏军溃不成军，而德军则进展神速。这重振了德军指挥部对攻势的信心。
在这一阶段的成功之中，提供密接空中支援的德国空军功不可没。它实施的空优作战压制了苏联空军，它同时也针对苏联机场和防线实施了空中阻绝。有时候，德国空军甚至放下支援任务，化身为主攻的矛头，抛下坦克和步兵直击苏军阵地。这一阶段里的德国空军会集中多达100架飞机来付挡在一条进军路线上的苏联军队。布良斯克方面军参谋长卡萨科夫将军注意到了轴心国空军的强大和效率：苏联人第2,4,5,8航空军在26天内损失了总共783架飞机，而德军却仅仅损失了175架。
到了7月5日，第4装甲軍團的先头部队已经在沃罗涅日城郊进抵顿河并卷入了攻城战中。但斯大林和苏军司令部仍然期待着针对莫斯科的主攻，他们也坚信德军在夺取沃罗涅日后就会北上威胁首都。因此，苏联不惜一切代价地增援城内守军，并对德军北侧发动反攻以分割的德军装甲矛头。利久科夫少将的第5坦克军团在7月6日发动进攻后小有斩获，但它到了7月15日却被赶回出发点并损失了大约一半的坦克。虽然战斗一帆风顺，但是希特勒和南方集团军的指挥官冯·博克却为了下一步的动向而争吵不休。苏军不屈不饶的反攻令第4装甲军团直到7月13日都在原地踏步，这使希特勒大发雷霆并将冯·博克撤职。按照第二阶段行动的计划，南方集團軍在7月9日拆分成为A集團軍和B集團軍，前者由威廉·李斯特代替被撤职的冯·博克担任指挥官。
行动开始两周之后，德军在7月11日开始陷入补给困难，不得不减缓进军。8天之后，燃油短缺直到7月20日仍然拖累着德国第6集团军，令不少部队无法执行任务。第23装甲师和第24装甲师在行动一开场就陷入了停顿。德国空军吸收它在1940年挪威战役和1941年巴巴罗萨行动时的经验，故计重施派出Ju 52运输机输送补给品以保持部队的机动性。但是形势仍然十分不利，这迫使德军不时从被毁或遗弃的车辆上搜刮油料，有时甚至要抛下耗油量大的坦克等车辆才能继续前进。抛下战车的做法自然减低了部队的战斗力。德国空军始终保持着每天输送200吨燃料为部队加油，但纵使它为了保持陆军的机动做出了如此大的努力，它的指挥官勒尔依然被更冲动好战的里希特霍芬所取代。

### 拆分南方集團軍
希特勒相信主要的苏军威胁已经被消灭，他这时既需要更多原油又想达成蓝色方案的远大目标，于是在1942年7月23日签署元首指令43号修改作战计划：
- 将南方集團軍拆分成两个更小的集团軍A和B。
- 将A集團軍派往高加索以夺取油田（代号雪绒花行动）
- 将B集團軍派往伏尔加河方向以攻击斯大林格勒（代号鹭鸟行动）

证据显示1942年8月之前没有人，包括参谋总长哈尔德在内，对希特勒的命令提出异议。由于希特勒期待两个集团军在不同方向上前进，这条命令制造出巨大的后勤困难。补给线已经不堪重负，弹药和燃料都供不应求。如果参照希特勒指定的速率来输送补给品，那部队就寸步难行；而希特勒对补给速率的估算已经相当保守。另外，兩个集团军分道扬镳后，它们之间裂开了一个危险的缺口。意大利征俄部队里的山地军没有随着A集團軍进入高加索山脉，反而留在第6軍團裏。A集團軍单凭仅有的三个山地师和两个步兵师显然不足以因應山地作战。
拆分南方集團軍的目的是让两个集團軍同步发动两個攻势 - 雪绒花行动和鹭鸟行動，而非先后达成目标。在最初一连串成功之下，希特勒命令第4装甲军团南下协助第1装甲军团渡过下顿河，结果这帮了倒忙。克莱斯特后来抱怨说第四裝甲军团堵塞住了道路，而且倘若它向斯大林格勒继续前进就有望在7月攻占它。两个星期后这个军团转而北上的时候，苏联人在斯大林格勒集结的部队就足以阻挡它再前进一步。

### A集团军群：高加索
李斯特的A集團軍在第77俯冲轰炸中队的斯图卡轰炸机支援下，在7月23日轻松夺取了“高加索门户”顿河畔罗斯托夫。德国空军在行动初期掌握了空中优势，这是地面部队的福音。夺取顿河渡口之后，有鉴于第6軍團在伏尔加战线表现乏力，希特勒将第4装甲军团调回伏尔加的B集团军中。这次转移消耗了大量油料。
A集團軍在7月25日渡过顿河，随即在从亚速海和泽姆利扬斯卡亚之间200公里长的战线上展开来。德国第17軍團，以及第11軍團和罗马尼亚第3軍團一部向黑海东岸机动，同时第1装甲軍團则向东南进军。第17軍團进展缓慢，但是第1装甲軍團就享有行動自由。德军在7月29日切断连接俄罗斯中部和高加索的最后一条铁路线，对史達林和最高统帅部造成了相当的恐慌，使其下达第227号命令：“一步也不许后退！” 萨利斯克于7月31日失陷，斯塔夫罗波尔于8月5日失陷。虽然整个集团军进展神速，但到了8月3日的时候，先锋部队就只剩下轻装力量。纵使第4航空隊不遗余力地输送补给，但大多数坦克都因为油料不足和后勤瘫痪问题滞留后方。
第1装甲軍團于8月9日抵达高加索山脚的迈科普，此前它在两个星期内已经前进了480多公里（300英里）。一次特种作战行动在8月8到9日之间夺取了迈科普西部的油田，但是苏军对油田的破坏需要一年多才能修复。皮亚季戈尔斯克很快也陷落了8月12日，德军夺取了克拉斯诺达尔，德军山地部队在高加索最高点厄尔布鲁士山树起纳粹旗。
德军的快速推进引发了一些慢性补给问题，燃料补给的问题尤其严重：黑海海运太过危险，所以燃料只能使用空运、或者通过罗斯托夫使用铁路运抵前线，然而一些装甲军团始终几个星期都动弹不得。有时候运油卡车本身也耗尽了燃料，令德军不得不用骆驼驮运燃油。由于苏联人多数选择撤退而非战斗到底，德军的俘虏数量不及预期之多，仅有83000人左右。
随着希特勒和德国总司令部将注意力转到史達林格勒上，克莱斯特的一些机动部队被抽调走了。克莱斯特失去了他的高炮军和大多数支援南部战线的空军战机，只有一些侦察机留下来。苏联空军调派了800多架轰炸机，而其中有三分之一是能升空作战的。因为德军调走了高射炮和空战的战机，苏联轰炸机可以肆意袭扰德军。苏军抵抗的强度也在增加。不少部队从当地征召了士兵。克莱斯特认为这些士兵为了家园而战，因此格外顽强。格鲁吉亚山地部队的抵抗拖住了大量德军，有力地减缓了其前进的速度。随着苏军投入更多援军和物资，同时自己困难缠身，德军的攻势在28日后减慢了。

### 油田争夺战
在西南方面，德意志国防军向其余两个燃油产地格罗兹尼和巴库推进。德军夺取了更多完好或被后撤的苏军轻微破坏的设施和工业中心。八到九月之间，塔曼半岛和新罗西斯克海军基地的一部分落入德军手中。德军向黑海海滨的图阿普谢推进，东边的埃利斯塔于8月13日陷落。在南边，德军在8月25日攻下莫兹多克，随后在格罗兹尼北部受阻。德军空降兵在苏军后方为车臣叛乱分子提供了协助。德军山地部队无法夺取黑海边上的港口，因此补给问题再次浮现，德军和格罗兹尼终究失之交臂。苏联北高加索方面军的第9集团军和第44集团军在城市北边沿着岩石丛生的捷列克河畔布防。德国空军无法支援遥远前线的友军，所以苏军航空兵如入无人之境地袭击德军补给线和桥梁。9月之初，希特勒认定德军进展太慢，于是和指挥部，尤其李斯特将军之间大吵了一架。结果希特勒在9月9日解除了李斯特的职务，亲自接过A集团军的指挥权。
9月1-2日之间，轴心国舰船跨海运输了30605人，13254匹马和6265辆机动车辆。获得增援的德国人攻占了大多数黑海边上的海军基地，但却被据守新罗西斯克的苏联第47军挡住了。激战四天之后，港口与9月10日陷落。这是德军在高加索的最后一次胜利。港口南部的高地和几条沿海公路仍然在苏联第47集团军手里。德军数次尝试冲出罗西斯克都无功而返，同时也无法攻破新罗西斯克到图阿普谢之间海滨平原上的防线，最终只剩下维持战线的兵力。罗马尼亚军队的伤亡尤其惨重，罗马尼亚第3山地师甚至几乎被9月25-26日苏军反扑消灭。
再往东的轴心国军队相比之下更加成功德军于9月1日攻占埃利斯塔和阿斯特拉罕半路的胡尔胡塔8  -  9月之间，德军小分队袭击了格罗兹尼东北部基兹利亚尔的铁路线，这标志着德军朝着里海进发的极限。在南方，第1装甲军团向格罗兹尼的推进被红军和第14航空军拦截住。到了九月下旬，补给困难和苏军的抵抗减缓了轴心国军队前进的速度。
1942年11月2日，罗马尼亚山地部队在杜米特拉切准将的带领下攻陷卡巴爾達-巴爾卡爾共和國的首府纳尔奇克，标志了德军深入高加索山脉的极限。这场胜利为这位将军赢得了骑士铁十字勋章。德军在两天内俘获超过10000名敵兵，但是向格罗兹尼的前进在该城西边的弗拉季高加索前再次止步。11月5日，德军夺取了阿拉吉尔，他们达到的阿拉吉尔  -  别斯兰  -  马尔戈别克铁路线是德军向南进军的极限。到了这时候，A集团军和B集团军之间出现一个防守薄弱的缺口。只有德军第16摩托化步兵师在缺口之中沿着通往阿斯特拉罕的马路驻守着，保护着第一装甲军团的左翼。到了11月22日，几次苏军反扑过后希特勒任命克莱斯特为集团军指挥官，并命令他维持住局势，等待斯大林格勒失陷后再继续攻势。

### 德国空军的攻势
1942年10月第一周间，希特勒认识到在冬天降临，德军扎营过冬之前攻陷高加索油田是不现实的。就算他无法得到这片油田，希特勒也决心让苏联人也无法继续使用它，于是他命令德国空军总司令部尽可能破坏这片油田。
10月8日，希特勒要求空军在不晚于10月14日展开攻势。因此，第4航空队的第4航空军获命向格罗兹尼的油田派出所有可用的轰炸机。这时候第4航空队的状态已经很糟糕了。蓝色方案开始时，里希特霍芬有480架轰炸机，其中有323架处于正常运转状态。现在，他剩下232架飞机，而其中只有129架尚能一战。纵然如此，这支部队仍然能打出有力一击。对炼油设施的打击让里希特霍芬忆起几个月前针对塞瓦斯托波尔的空袭。炼油厂冒出的黑色浓烟上升到5500公尺的高空。10月12日，接续的空袭造成了更大的破坏。没有趁早投入力量打击格罗兹尼和巴库的炼油设施是一次战略错误。苏联航空军屯驻在斯大林格勒；与攻陷这座城市相比，摧毁油田设施能对苏联人造成更大的打击。11月9日，苏军在斯大林格勒的反攻迫使里希特霍芬将他的空军撤到伏尔加河以北，终结了这次空中攻势。
格罗兹尼受到了大幅摧残，但是其余的油田在德国陆军和战机的后勤支援范围之外。格罗兹尼在驻守在捷列克河附近的第4航空军的轰炸机的航程以内。但是格罗兹尼和德军手里的迈克普的油田产量仅占苏联燃油总产量百分之十。巴库的主油田在德军战机的航程之外，而德军轰炸机就必须冒着没有战机护航的危险，明目张胆地飞着直线航线才能飞抵巴库。德国空军在8月间趁着苏联空中力量的虚弱期还可能执行这种任务，但到了10月苏联空军恢复战斗力后这种可能性就消失了。

### B集團軍：伏爾加
7月23日，B集团军群主体开始向顿河进军。苏方新建的斯大林格勒方面军和第62，第64军奋力抵抗德军的攻势。7月26日，第14装甲军团获得突破，抵达顿河。苏联新建的第1和第4坦克集团军发动了几次徒劳无功的反击。在南边，第4装甲集团军在对第51集团军的作战里收获更多。渡过顿河之后，德军向科捷利尼科沃前进并在8月2日到达。苏军的反抗令保卢斯相信第6集团军的军力不足以独自渡过顿河，因此他等待第4装甲集团军向北进军。到了8月4日，德军距离斯大林格勒仍有97公里（60英里）。
到了8月10日，顿河西岸的苏军已经被大部分肃清，但是零星不断的反抗依然拖慢了B集团军群的进度。由简陋的俄罗斯道路引致的补给困难也在妨碍德国人进军斯大林格勒。德国空军用300架Ju 52运输机匆匆组建起一支运输机队，令陆军能继续前进；一些原本执行作战任务的轰炸机甚至被编入“斯大林格勒运输区域部队”充当运输机。苏军在顿河地带的反抗迫使德军向一段越发脆弱的战线集中部队，同时抽空了用于保护侧翼的预备力量。苏联人在B集团军群的北部，斯大林格勒和沃罗涅日之间的地段发动了几次反击。8月20日到28日之间，第63集团军和第21集团军在绥拉菲莫维奇附近发动反击，击退了意大利第8集团军。第1近卫集团军在新格里高列夫斯卡亚附近发动反击，扩大其桥头堡。这些桥头堡和另外一些顿河西岸的苏军桥头堡和意大利第8集团军，匈牙利2集团军对峙着，对轴心国部队持续造成威胁。
8月23日，第6集团军渡过顿河，B集团军群沿顿河的巨大弯曲处建立了防线。第6集团军在当日稍晚抵达斯大林格勒北郊，拉开斯大林格勒战役的帷幕。匈牙利，意大利和罗马尼亚军队距离斯大林格勒有60公里（37英里）。斯大林格勒落入了前线空军基地的打击范围内，第4航空队对它发动空袭，将其化为一片瓦砾。苏方报告平民伤亡为955死，1181伤（这是初步估计；后来的报告里成千上万的伤亡数字有可能是夸大的）。
第6集团军从北面卡拉奇方向发动进攻，第4装甲集团军从南面科捷利尼科沃方向发动进攻。在头几天里，第14装甲军在第6集团军大部和斯大林格勒北郊之间打通了一条走廊。在南方，苏军的反抗击退了第4装甲集团军8月29日，霍特手下的部队再接再厉发动攻击，向西直捣第64集团军的中心。这次攻击出乎意料的成功。第4装甲集团军冲到了第62和第64集团军的后方，抢得一次将62集团军分割包围的机会。魏克斯命令第6集团军完成合围，但是苏军的一次反击拖住德军长达三天之久，令包围圈里的苏军得以向斯大林格勒脱逃。德军的神速推进令苏军士气低迷，后者弃守城市的外围防御圈，仓皇溃退。第六集团军击退苏军最后的反击之后在9月2日恢复攻势，并于次日和第4装甲集团军会师。德军于9月12日进入斯大林格勒。

### 斯大林格勒战役
第6集团军顶着第62集团军的顽抗进入斯大林格勒，而第4装甲集团军则保护着其南方的侧翼。斯大林格勒地处伏尔加河西岸一条24公里长的狭长地带，这样的地理条件使德军不得不正面强攻。城市内的瓦砾为守军提供了防御优势。为了反制德国空军的优势，苏军第62集团军司令瓦西里·崔可夫将军命令手下的部队紧贴他们的敌人作战，这种战术减低了后者的战术机动性。德国空军压制了伏尔加河东岸的苏军炮兵，并对企图增援西岸的苏军造成惨重伤亡。9月中旬到11月之间，德军发动三次重大攻势，在惨烈的街巷战中步步推进。到了11月中旬，苏军被挤压到4处浅桥头堡中，这时前线距离河流只有180米之遥。德军感觉胜利将近，於是将大批战机抽调到地中海战区以支援轴心国在突尼西亚的作战。这时第6集团军占领了城市9成之多。
11月19日，苏军发动了天王星行動，对第6集团军两翼展开钳形攻势。激烈的城市争夺战加上第4装甲军久战疲劳使得德军的两翼必须由罗马尼亚，匈牙利和意大利军队防守。斯大林格勒西部顿河边上的罗马尼亚第3集团军自9月起就不断受到苏军的攻击。这支部队在9月10日从高加索转移到这里以替换与苏军桥头堡对峙着的意大利部队。德军坦克预备队第48装甲军有大约180辆坦克，其中半数是落后的捷克造LT-35。两个罗马尼亚集团军惨遭击溃，造成第6集团军和第4装甲集团军一部被包围在斯大林格勒城中。
希特勒命令第6军维持守势，而非试图突围。德方企图用空军为包围圈里的部队输送补给，但是所需补给品的数量远超德国空军的运输能力所及。随着第6集团军不断损兵折将，城里的苏军渐渐占了上风。为了稳住东线局势，由曼施坦因元帅指挥的顿河集团军群建立了起来，其任务是堵塞A和B集团军群之间的缺口。12月12日，南方的第4装甲集团军用新到的增援部队发动了代号冬季风暴作战的救援行动。这次行动实现了出其不意，让德军得以深入苏军后方50公里（31英里），扑向斯大林格勒。虽然救援行动初步获得成功，但是希特勒禁止第6集团军尝试突围或与曼斯坦因会师，所以救援行动最终无功而返。接下来，一场长达3个月的围城战以第6集团军的覆灭告终。

## 結局

### 小土星行動
天王星行动成功之后，红军发动小土星行動，以分割包围A集团军和顿河畔罗斯托夫以东的所有敌人。阻止德军救援斯大林格勒城里友军的期间，苏联部队经过重新调派，作战目标减小了，而行动代号则改名为“小土星”。苏军兵锋直指意大利第8集团军和罗马尼亚第3集团军，并将第8集团军消灭殆尽。到了崩溃边缘上的B集团军和顿河集团军上防止了苏军突破自己的战线，但是A集团军接到命令在12月28日撤出高加索。
苏军发动了几次接续攻势，史称沃罗涅日-哈尔科夫战略攻势。奥斯特罗戈日斯克-罗索什攻势于1月12日展开，在沃罗涅日东南的顿河地区消灭了匈牙利第2集团军大部以及意大利第8集团军的残余部队。南侧告急之下，德国第2集团军被迫撤出沃罗涅日和顿河流域。攻势持续到了一月，并使苏联最高统帅部相信其有能力对德国人施以致命一击，一举决定俄罗斯南部战局。沃罗涅日方面军执行的星光光行动针对的是哈尔科夫，库尔斯克，以及别尔哥罗德。西南方面军执行的奔驰行动以弗罗希洛夫格勒和顿涅茨克为目标推进，然后向着亚速海前进，切断顿涅茨克以东的德军的退路。两次行动在一月尾同时展开，为苏军带来迅速的突破。在北方，库尔斯克于2月8日陷落，哈尔科夫于2月16日在德军撤退之后陷落。在南方，德军被击退到伏罗希洛夫格勒以西的一线。2月12日，顿河集团军群，B集团军群和A集团军群一部被重新命名为南方集团军群，由曼斯坦因元帅指挥。
2月25日，罗科索夫斯基指挥新建的中央方面军，投入在斯大林格勒德军与2月2日投降后腾出的军队展开哈尔科夫和顿巴斯作战行动。这两次行动针对的是北方的中央集团军群，时机预设在苏军在南方行动的成功之时。南方集团军群逃出了包围圈并着手准备反击，这为第三次哈尔科夫战役和战线稳定下来埋定了伏笔。德军在斯大林格勒的灾难标志着蓝色方案的终结，其获得的所有土地都在1943年底前再度失去。只有塔曼半岛上为了未来第二次挺进高加索而存在的库班桥头堡坚守到1943年10月9日。

### 分析
在德国1942年夏季攻势的初步成功之下，希特勒和德军指挥官们变得更有野心，使德国军队不胜疲劳。希特勒未料到苏军能发动天王星行动那般庞大的反攻，於是将部队抽调到别处，并命令德意志国防军同时达成数个目标。面对异见，希特勒不但将异议者撤职，自己还越发频密地插手指挥。
补给线过长减弱了德军和其盟友防守新占领土的能力，苏联在斯大林格勒一举反攻包围了一支德国集团军。双方很快就向城里的战斗集中投入力量，令高加索沦为次要的战场。由于B集团军群无法守住伏尔加战线，苏联的攻势几乎切断了A集团军群的退路，迫使其后撤。第6集团军的投降重创了德军的士气，并令希特勒大吃一惊。虽然苏联人摧毁了第6集团军，但是他们仅能将德军赶出高加索，东线战场一决胜负的日子又要推迟。苏联统帅部高估了部队的能力，使其推进到补给线的尽头，导致第三次哈尔科夫战役的大败，同时令德军能够在1943年夏天发动库尔斯克战役。

## 外部連結
- Case Blue （页面存档备份，存于） wargame published by Multi-Man Publishing
- Enemy at the Gates （页面存档备份，存于） wargame published by The Gamers